# مرغ دورکینگ
مرغ دورکینگ (انگلیسی: Dorking chicken) نژادی از مرغ است که اصالتاً به ایتالیا و دوران امپراتوری روم بازمی‌گردد. راهیابی این نژاد به بریتانیا به زمان غلبه روم بر بریتانیا مربوط بوده و به عنوان یکی از قدیمی‌ترین نژادهای مرغ انگلیسی شناخته می‌شود.

## نگارخانه

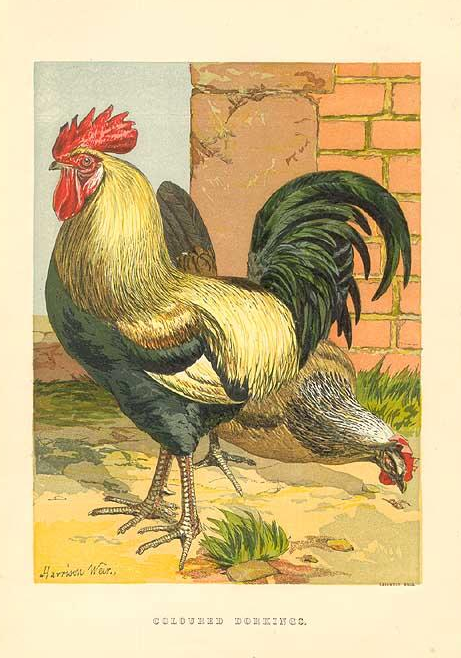
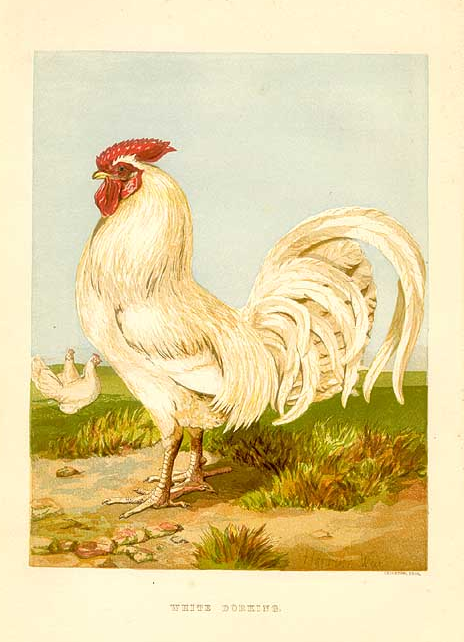
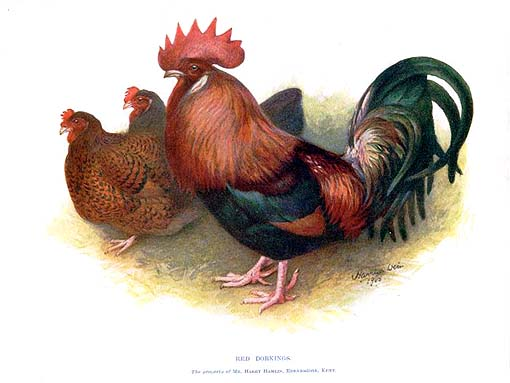
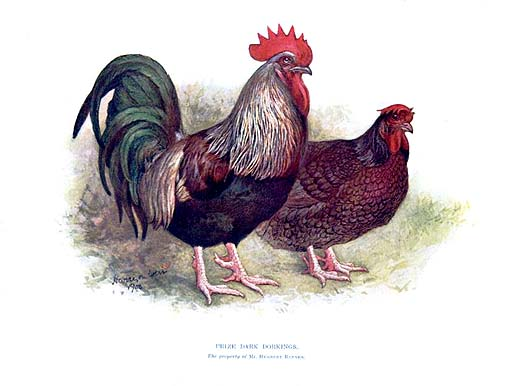